# Miselaine Duval
Miselaine Duval Vurden là một diễn viên hài, nhà sản xuất truyền hình và nhà văn người Mauritius nổi tiếng với vai trò là diễn viên của loạt phim truyền hình Fami Pa Kontan và Kel Famille. Cô là người sáng lập của nhóm hài Komiko.

## Cuộc đời và sự nghiệp
Miselaine Duval thích diễn xuất từ năm 12 tuổi, sau khi hoàn thành việc học, cô bắt đầu đóng nhiều vai trò khác nhau trong các chương trình truyền hình và cuối cùng quyết định bắt đầu sự nghiệp của mình như một diễn viên hài.

## Truyền hình
| Năm           | Tên phim       | Vai trò              | Ghi chú                   |
| ------------- | -------------- | -------------------- | ------------------------- |
| 2014          | La Vie Ki Dir  | Manuella             | Người trợ giúp trong nước |
| 2012 20122013 | Fami Pa Kontan | Marie-Jeanne Bavaria | Mẹ                        |
| 2008          | Kel Famille    | Maria                | Vai trò chính             |